# یاکوب واسرمان
یاکوب واسرمان (عبری: יעקב וסרמן‎؛ ۱۰ مارس ۱۸۷۳ – ۱ ژانویهٔ ۱۹۳۴) یک رمان‌نویس اهل آلمان بود.